# حسین همدانیان
حسین همدانیان (۱۲۸۹ - خرداد  ۱۳۵۷ خورشیدی) نیکوکار و صنعتگر اصفهانی بود. وی در دوره‌های مختلف یکی از اعضای اصلی اتاق بازرگانی اصفهان بود.

## زندگی‌نامه
حسین همدانیان در سال ۱۲۸۹ خورشیدی به دنیا آمد. پدرش حاج محمدرضا همدانی از تاجران سرشناس اصفهان بود. حسین همدانیان در جوانی به همراه برادرش علی همدانیان به فعالیت‌های صنعتی پرداخت. در سال ۱۳۲۹ او در تأمین سرمایهٔ اولیهٔ شرکت سهامی ریسندگی و بافندگی بافناز که بعدها به بافناز تغییر نام یافت، سهم داشت.
همچنین، او از سال ۱۳۳۴ یکی از سهامداران اصلی در پایه‌گذاری شرکت سیمان اصفهان بود.
حسین همدانیان پس از درگذشت برادرش مسئولیت اداره واحدهای صنعتی مذکور را بر عهده گرفت و در سال ۱۳۴۴ مؤسسه خیریه علی و حسین همدانیان را بنیان گذاشت و کلیهٔ سهام و اموال منقول و غیرمنقول و کارخانه‌ها را به مؤسسه مزبور واگذار و به مدت چند سال امور جاری مؤسسه را همراه با دیگر اعضاء هیئت امناء خیریه اداره نمود.
حسین همدانیان در سال ۱۳۴۵ بخشی از سهام شرکت قند نقش جهان را خریداری نمود و در سال ۱۳۵۴ سرمایه مؤسسه را به میزان هشت میلیارد ریال به ثبت رساند. 
همدانیان رئیس سندیکای کارخانجات اصفهان و رئیس کمیته  اطاق صنایع و معادن بود.

## پروندهٔ قضایی کارخانهٔ قند اصفهان
در سال ۱۳۵۳ پروندهٔ قضایی کارخانهٔ قند اصفهان بر سر اختلاف میان  همدانیان و هژبر یزدانی تشکیل شد. به گفتهٔ  حسین حسن قاجار، قاضی پرونده، رسیدگی به این پرونده زیر فشارهای سیاسی بود . حسن قاجار از غلامرضا کیانپور نقل می‌کند که وزیر دادگستری ماقبل او، صادق احمدی، به دلیل تاخیر در رسیدگی به این پرونده برکنار شده‌است. همچنین، به ادعای حسن قاجار، محمدرضا شاه در مصاحبه‌ای در مورد این پرونده گفته بود: «به زودی بزرگ‌ترین ثروتمند ایران را محاکمه خواهیم کرد.» سرانجام همدانیان در سال ۱۳۵۵ محاکمه شد و از نه فقره اتهام مطرح شده در پرونده، تنها به یکی (گران‌فروشی) محکوم و از دیگر اتهام‌ها تبرئه شد.

## فعالیت‌های صنعتی و خیریه
- تأسیس کارخانه شهناز (تغییر نام یافته به بافناز) در سال ۱۳۲۹ به همراه برادرش علی همدانیان
- تأسیس و راه اندازی کارخانه سیمان اصفهان در سال ۱۳۳۴
- تأسیس و راه اندازی یک واحد دامداری و دامپروری در منطقهٔ حسن‌آباد
- تأسیس و  ریاست هیئت امنای بنیاد خیریه علی و حسین همدانیان در سال ۱۳۴۲
- خرید بخشی از سهام شرکت قند نقش جهان و فعال‌سازی آن در سال ۱۳۴۵
- ساخت خوابگاه برای دانشجویان اصفهانی در کوی دانشگاه و هدیه کردن آن به دانشگاه تهران در سال 1346[۳]

## درگذشت
حسین همدانیان در خرداد ماه ۱۳۵۷ در لندن درگذشت و در آرامگاه خانوادگی واقع در تخت فولاد اصفهان در کنار  برادرش به خاک سپرده شد.